# 解 (書籍)
『解』（かい）は、加藤智大による日本のエッセイ作品。批評社より2012年7月10日に刊行された。

## 概要
秋葉原通り魔事件の犯人である加藤智大元死刑囚による獄中手記。「解」とその続編の「解+」の2冊が出版された。

## あらすじ
東京高等裁判所が死刑を言い渡す2か月前である2012年7月、批評社より1作目の「解」が出版された。ここには犯人の生い立ち、事件に至るまでの経緯、事件を起こしてから考えたことなどが綴られている。
本書では事件当初にマスコミは派遣社員であったことを重視し、つなぎが隠されたり職場でのトラブルが犯行の動機であったと報道されたものの、実際の犯人の動機は異なっているということが述べられている。実際の犯人の動機はインターネット掲示板上で自分に成りすました人物に復讐するということであったとする。自分が犯行予告をして実際に事件を起こすことで、掲示板で成りすました人物を悔い改めさせるためであったとする。
また犯人は、自身の母親からの教育を本書で批判している。母親から間違いをしつけられるときに、理由を述べられることなく行動で示された。このために言葉で相手に説明できない人間へと育ったとのこと。自身も母親と同様に、他人の間違いに対しては無言の罰を与える。そしてそれは完全な正義から完全な悪へと与えられるとする。このような思い込みから友人とすれ違い、会社でトラブルを起こし、社会で孤立し、あのような事件を起こすまでに至ったとしている。

### 解+ 秋葉原無差別殺傷事件の意味とそこから見えてくる真の事件対策
2013年には「解」のアップデート版である「解＋ 秋葉原無差別殺傷事件の意味とそこから見えてくる真の事件対策」が出版された。アップデート版としたのは、当初は解を全面的に書き直そうとしたものの、間に合わなかったから。マスコミに報道されている動機などを批判し、ゼロから自分で凶行について考え直している。
マスコミは犯人をモンスターにして批判している。親の虐待やいじめやテレビゲームなどをくっつけてコンテンツにしている。このようなストーリーというのは、検察の調査から作り始められているものであり、取調べというのは取調官が捜査の方針通りに自白させる作業であると批判している。容姿も非正規雇用であったこともおたくであったことも犯行の理由ではないとする。